# Popovnjak
Popovnjak (en serbe cyrillique : Поповњак) est un village de Serbie situé dans la municipalité de Despotovac, district de Pomoravlje. Au recensement de 2011, il comptait 300 habitants.

## Démographie
| 1948 | 1953 | 1961 | 1971 | 1981 | 1991 | 2002 | 2011 |
| ---- | ---- | ---- | ---- | ---- | ---- | ---- | ---- |
| 509  | 531  | 524  | 495  | 468  | 409  | 337  | 300  |

|  |